# Quick Freeze
Als Quick Freeze („Schockfrosten“) bzw. umgehende Sicherung wird in der Diskussion um die Vorratsdatenspeicherung ein Verfahren bezeichnet, mit dem Telekommunikations-Verkehrsdaten für Zwecke der Strafverfolgung vorübergehend gesichert werden können (Anlassdatenspeicherung).

## Zum Begriff
Der Begriff wird erstmals in einer deutschen Diplomarbeit aus dem Jahr 2003 verwendet, die sich u. a. auf ein Interview mit Scott Charney, dem Vorsitzenden der G-8-Arbeitsgruppe High-Tech-Kriminalität aus dem Jahr 1999 bezieht und dessen Formulierung „fast freeze – quick thaw“ (deutsch: „schnell einfrieren – schnell auftauen“) umdreht. Charney verweist darauf, dass dieses Verfahren in den USA praktiziert werde. Der Ausdruck taucht daher nur in der deutschsprachigen Diskussion auf, das Konzept ist hingegen auch in anderen Ländern seit langem bekannt. Internationales Recht spricht von „umgehende Sicherung“ (Cybercrime-Konvention 2001).

## Technischer Hintergrund
Quick Freeze gilt als Alternative zur umstrittenen Vorratsdatenspeicherung, im Unterschied zu dieser wird sie aus aktuellem Anlass eingesetzt.
Telekommunikationsunternehmen und Internetanbieter erheben – u. a. für Abrechnungszwecke – Bestands- und Verkehrsdaten ihrer Kunden. Gespeicherte Verkehrsdaten werden nach Verbindungsende sofort oder nach einer bestimmten Frist wieder gelöscht (wie das der allgemeine Datenschutz fordert). Will eine Strafverfolgungsbehörde (Polizei und Staatsanwaltschaft) auf diese Daten zugreifen, benötigt sie in der Regel einen richterlichen Beschluss. Um zu verhindern, dass die Daten in der Zwischenzeit gelöscht werden, können die Strafverfolger eine Speicheranordnung (englisch: preservation order) erlassen, wo dies gesetzlich vorgesehen ist. Durch diese Anordnung wird die routinemäßige Löschung der Daten unterbunden; die Daten werden „eingefroren“. Sobald ein richterlicher Beschluss vorliegt, ist dann die Nutzung der Daten erlaubt, sie werden wieder „aufgetaut“ und der Strafverfolgungsbehörde ausgehändigt. Diese Methode wird auch als „quick freeze, fast thaw“ bezeichnet.

## Kritik
Teilweise wird es bei Quick-Freeze als problematisch angesehen, dass seit dem Stopp der Vorratsdatenspeicherung durch das Bundesverfassungsgericht im März 2010 keine Mindestspeicherpflicht und keine einheitliche Löschpraxis existiert. Dieses gilt umso mehr nach den Urteilen des EuGH 2022 (vom 20. September 2022, Az. C-793/19 und C-794/19) sowie des deutschen Bundesverwaltungsgerichts 2023 (BVerwG 6 C 6.22 – Urteil vom 14. August 2023). So speichern einige Internet-Anbieter die Zuordnung von IP-Adressen sieben Tage, andere drei Tage lang, viele aber auch gar nicht. Ob eine solche Vorratsspeicherung nicht abrechnungsrelevanter Verkehrsdaten über das Verbindungsende hinaus von § 100 des Telekommunikationsgesetzes gedeckt ist, wird von Gerichten, Bundesdatenschutzbeauftragtem und Datenschutzexperten unterschiedlich beurteilt. Der Bundesdatenschutzbeauftragte Peter Schaar hat im November 2010 eine ein- bis zweiwöchige Mindestspeicherpflicht vorgeschlagen.
Eine entsprechende Speicherung der Verbindungsdaten könnte einer zeitlich befristeten Vorratsdatenspeicherung nahe kommen. Es sei daher der Frage nachzugehen, ob das Quick-Freeze-Verfahren gegenüber dem Verfahren der Login-Falle eine Vorratsdatenspeicherung durch die Hintertür sein kann, wie es der ausführliche Gastbeitrag von Claudio Unterbrink auf dem Tech-Portal tarnkappe.info darlegt: Der Zeitpunkt des Beginns eines Quick-Freeze dürfe nicht vor der richterlichen Entscheidung über eine Datenspeicherung liegen. Andernfalls wäre es wiederum eine Vorratsdatenspeicherung über alle Bürger, wenn dieses nicht explizit ausgeschlossen sei, Daten vor dem richterlichen Aufzeichnungszeitpunkt außen vor zu lassen, auch wenn sie technisch zur Verfügung ständen. Weitere Kritiker führen aus,  es fehle dann auch an einem betriebsbedingten Anlass und zudem läge auch kein konkreter Grund in der Person des oder der Kunden vor, wenn bereits vor einem konkreten Anlass freiwillig auf Vorrat gespeichert würde. Polizeipraktiker kritisieren, dass mit Quick Freeze oft nicht die Kommunikation im Vorfeld einer Tat nachvollzogen werden kann, weil die Taten vom Provider bereits gelöscht wurden.
Der Präsident des Bundeskriminalamts (BKA), Holger Münch, bat die Bundesregierung im April 2024, neben der Einführung des Quick-Freeze-Verfahrens auch die befristete Speicherung von IP-Adressen umzusetzen; die Speicherung der IP-Adressen von zwei bis drei Wochen reiche laut Münch, um die Aufklärungsquote in Fällen sexuellen Missbrauchs gegen Kinder und Jugendliche deutlich zu verbessern.

## Rechtslagen
Eine umgehende Sicherung von Verkehrsdaten ist in Artikel 16 Absatz 1 des internationalen Übereinkommens über Computerkriminalität vom 23. November 2001 vorgesehen.

### Deutschland
In Deutschland gibt es keine ausdrückliche Rechtsgrundlage für Quick Freeze. Die früher geltende Ausnahme in der besonderen Regelung des § 16b Wertpapierhandelsgesetz (WpHG) ist nicht mehr in Kraft. Jedoch hat die Staatsanwaltschaft nach geltendem Recht die Möglichkeit, in Eilfällen auch ohne richterlichen Beschluss die Herausgabe oder Aufzeichnung von Verkehrsdaten zu verlangen (§ 100g StPO). Dies funktioniert jedoch nur bei einem noch andauernden Delikt. Ist die Tat vollendet, kann auf die Daten nicht mehr zurückgegriffen werden, da sie in der Mehrzahl der Fälle bereits gelöscht wurden. Der Inhaber einer IP-Adresse ist gegenüber Staatsanwaltschaft, Polizei und Nachrichtendiensten ohne richterliche Genehmigung unverzüglich mitzuteilen (§ 113 Telekommunikationsgesetz). Hierbei handelt es sich um Bestandsdaten (Kundenname), die nur unter Zuhilfenahme von Verkehrsdaten (IP-Adresse) erlangt werden können. Da die Verkehrsdaten aber nur in wenigen Ausnahmefällen gespeichert werden, läuft die Bestimmung praktisch leer. Die FDP hat im November 2010 einen Vorschlag zur zusätzlichen Einführung eines besonderen Quick-Freeze-Verfahrens vorgelegt.

### Österreich
Mit dem Sicherheitspaket 2018 wurde Quick Freeze für Videoüberwachungen im öffentlichen Raum legitimiert: Öffentliche Rechtsträger und Privatorganisationen mit öffentlichem Versorgungsauftrag (etwa Verkehrsbetriebe oder Bahnhofs- oder Flughafenbetreiber) müssen auf Anordnung der Sicherheitsbehörde per Bescheid die Bildaufnahmen bis zu vier Wochen speichern, und sind zur Herausgabe verpflichtet (§ 93a Informationspflicht bei Bildaufnahmen an öffentlichen Orten SPG).